# Дигидроксид-оксид гафния
Дигидроксид-оксид гафния (метагафниевая кислота) — неорганическое соединение, оксогидроксид гафния с формулой HfO(OH)2, белое аморфное вещество, не растворимое в воде.

## Получение
- Нагревание гидратированной формы оксида гафния(IV):

{\displaystyle {\mathsf {HfO_{2}\cdot nH_{2}O\ {\xrightarrow {140-200^{o}C}}\ HfO(OH)_{2}+(n-1)H_{2}O}}}
- Действие раствора щелочи на растворимую оксосоль гафния:

{\displaystyle {\mathsf {HfOCl_{2}+2NaOH\ {\xrightarrow {}}\ HfO(OH)_{2}\downarrow +2NaCl_{2}}}}
- Действие раствора щелочи на растворимую соль гафния(IV):

{\displaystyle {\mathsf {HfCl_{4}+4NaOH\ {\xrightarrow {}}\ HfO(OH)_{2}\downarrow +4NaCl+H_{2}O}}}

## Физические свойства
Дигидроксид-оксид гафния — белое аморфное вещество.
Из раствора выпадает в виде гидрата HfO2•n H2O.
Свежеосаждённое вещество химически активнее «старого» осадка.
Плохо растворим в воде, р ПР = 28,90.

## Химические свойства
- Разлагается при нагревании:

{\displaystyle {\mathsf {HfO(OH)_{2}\ {\xrightarrow {600-1000^{o}C}}\ HfO_{2}+H_{2}O}}}
- Реагирует с разбавленными кислотами:

{\displaystyle {\mathsf {HfO(OH)_{2}+2HCl\ {\xrightarrow {}}\ HfOCl_{2}+2H_{2}O}}}
- Реагирует с концентрированными кислотами:

{\displaystyle {\mathsf {HfO(OH)_{2}+2H_{2}SO_{4}\ {\xrightarrow {}}\ Hf(SO_{4})_{2}\downarrow +3H_{2}O}}}
- Реагирует с щелочами:

{\displaystyle {\mathsf {HfO(OH)_{2}+NaOH+4H_{2}O\ \rightleftarrows \ Na[Hf(H_{2}O)_{3}(OH)_{5}]}}}
{\displaystyle {\mathsf {HfO(OH)_{2}+2NaOH+H_{2}O\ \rightleftarrows \ Na_{2}[Hf(OH)_{6}]}}}